# Wakeskate

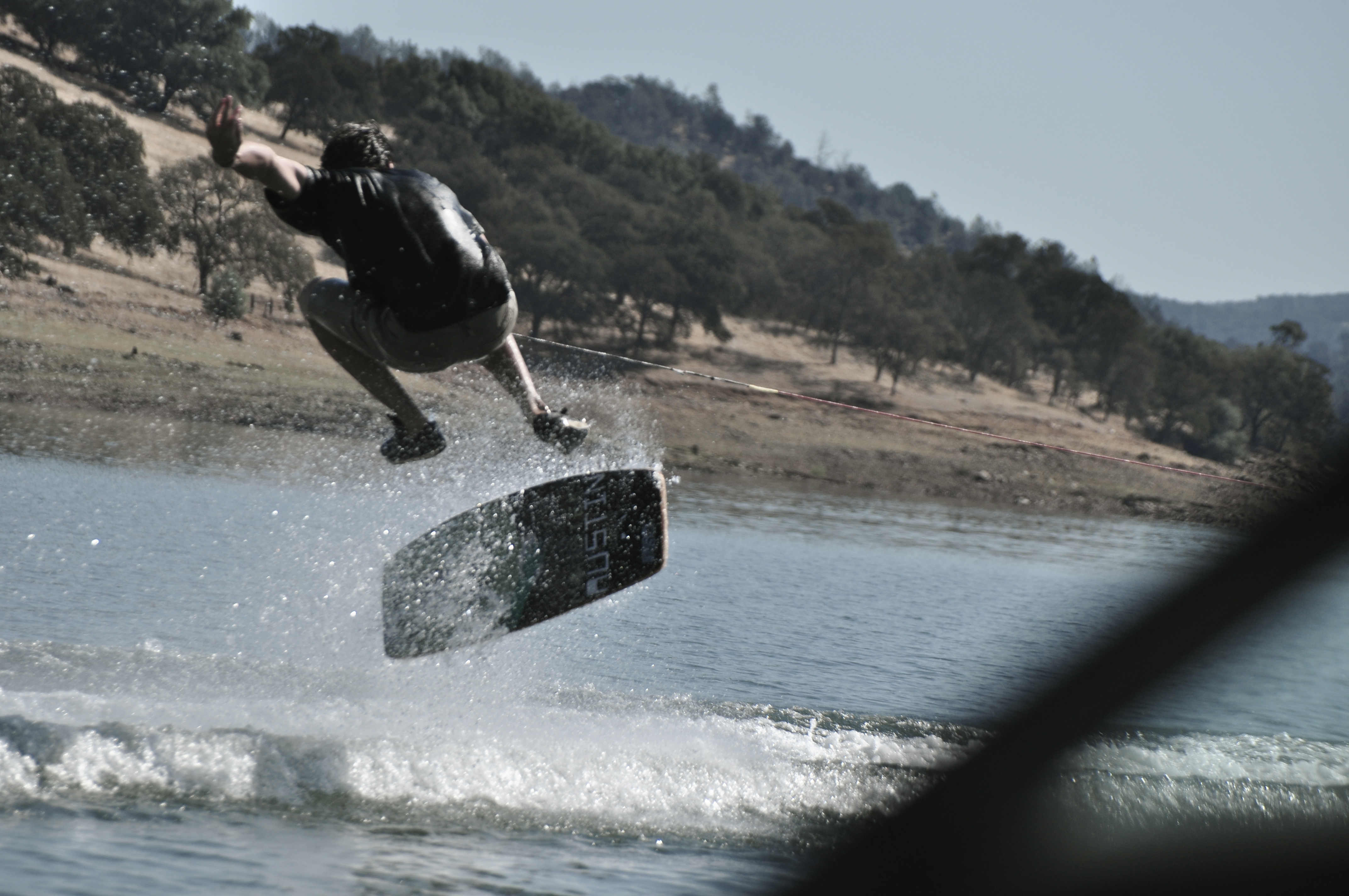
Un rider practicant Wakeskate

El Wakeskating és un esport d'aigua i de taula basat en una adaptació del surfesquí i el monopatí que utilitza una taula fabricada a partir de fibra de vidre. Aquest esport es practica tant remolcat amb una llanxa com per un cable esquí però, a diferència del surfesquí, la taula del rider (la persona que practica aquest esport) no es troba subjecta al peu, sinó que la taula té un revestiment gomós per aconseguir més adherència.
Es pot practicar tant al mar com en llacs o piscines. Les taules són més petites que les del surfesquí per aconseguir més llibertat de moviments. Les velocitats són de 16 – 22 milles per hora. Tanmateix, això depèn de les condicions de l'aigua, el pes del pilot, i la seva habilitat i preferències en l'esport. Algunes de les primeres activitats semblants al wakeskating es remunten a finals de 1970 i principis de 1980 amb el freeboarding o wakesurfing. El wakeskating finalment comença a desenvolupar-se a mitjans de 1990, sent cada cop és més popular en la cultura juvenil arreu, però és freqüent sobretot al seu país d'origen, els Estats Units.

## Característiques de la taula
Els wakeskates en general tenen una grandària aproximada de 39-45 polzades, sent considerablement més petits que un surfesquí.
En la seva major part estan fabricats amb dos materials principalsː la fusta per fer les cobertes planes i cobertes còncaves, i un segon material lleuger. Tots dos tenen una sensació diferent a l'aigua. Les aletes estan construïdes amb tres tipus diferents de materials. El primer material original de l'aleta és el plàstic. Aquest material es dobla si s'exposa a condicions inadequades. Quan es trenca l'aleta, perd el seu rendiment. Alguns fabricants també utilitzen fibra de vidre i alumini. A causa del fet que són modelats a mà o amb una màquina poden ser molt més estretes i redueixen la fricció amb l'aigua.